# 反链
在序理論中，设A是一个偏序集，B为A的一个子集，若B中任意两个元素无法相互比較（comparable），则称B是一条反链（Antichain）。为了方便，通常还规定偏序集中的所有单元素子集既是链也是反链。
用形式化语言表述就是：
设{\displaystyle (A,\geqslant )}是一个偏序集，{\displaystyle B}是{\displaystyle A}的子集，则B是A上的反链等价于
{\displaystyle \forall x\forall y\left((x\in B\wedge y\in B)\rightarrow \neg \left(x\geqslant y\vee y\geqslant x\right)\right)}

## 相关结论
直观地说，一条反链实际上确定了一个偏序集上互相无法比较的若干条链。容易看出，全序集上反链的最大长度是1。运用链和反链的概念可以证明如下定理，它刻画了偏序关系与集合划分之间的关系：
设{\displaystyle (A,\geqslant )}是一个偏序集，设A中链的最大长度为n，则A中存在一个由n个反链组成的划分。